# Perruche turquoisine
Neophema pulchella
Espèce
Statut de conservation UICN

 LC  : Préoccupation mineure
Statut CITES
La Perruche turquoisine (Neophema pulchella) est une espèce d'oiseau appartenant à la famille des Psittacidae et au genre Neophema.

## Description
Cet oiseau présente une coloration proche de celle de la Perruche élégante dont elle se distingue par un masque facial turquoise plus marqué chez le mâle que chez la femelle. Sa taille est d'environ 20 à 21 cm de long.
Le cou, la gorge, le dos et les sus-caudales sont verts. Les parties inférieures sont jaunes légèrement verdâtres, plus claires vers la queue. Les rémiges et certaines couvertures alaires sont bleues. Ces dernières forment une large bande sur le bord des ailes, celle-ci est soulignée chez le mâle par une bande rouge plus étroite. Le dessous de la queue et les rectrices externes sont jaunes. Le bec est noir, les yeux et les pattes sont brun noir.
Le jeune mâle acquiert rapidement les bandes rouges sur les ailes et le plumage adulte entre huit et dix mois.

## Répartition
Cet oiseau vit en Australie (sud-est du Queensland, Nouvelle-Galles du Sud et Victoria).

## Habitat
Cette espèce peuple les milieux herbeux et les bois clairs.

## Comportement
Cet oiseau est typiquement crépusculaire. Il vit en couples ou en petits groupes.

## Galerie

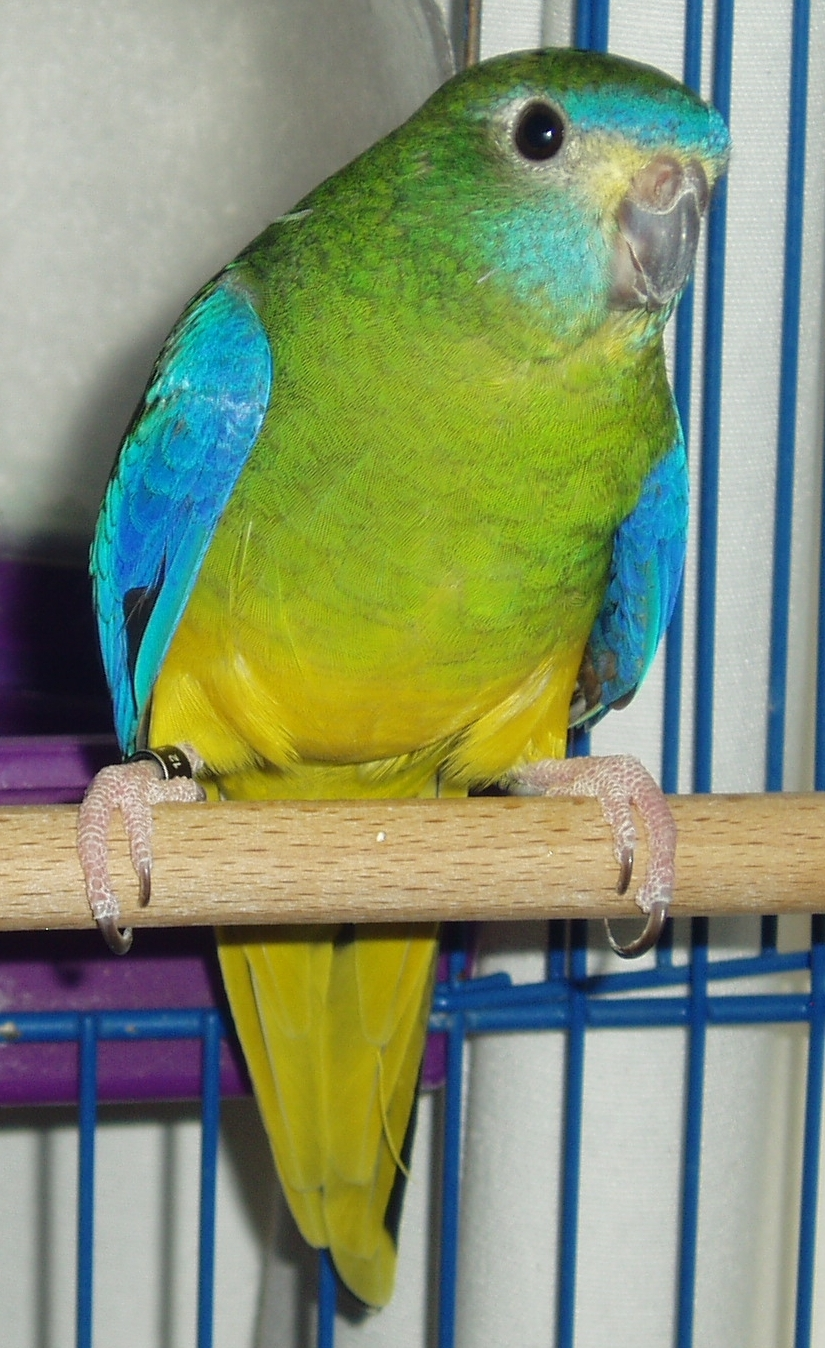
femelle
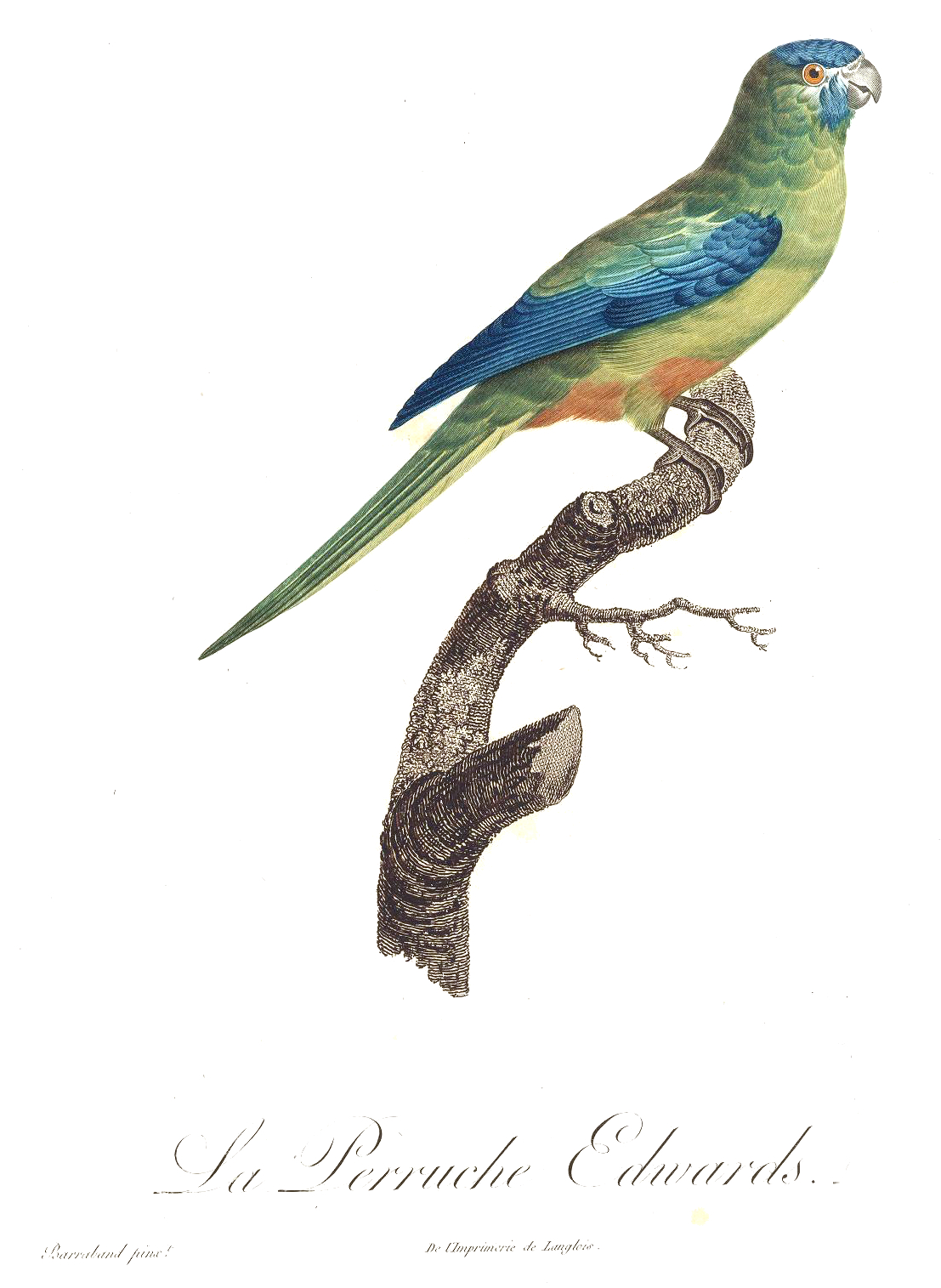
Illustration de Jacques Barraband dans Histoire Naturelle des Perroquets (1805) de François Levaillant.
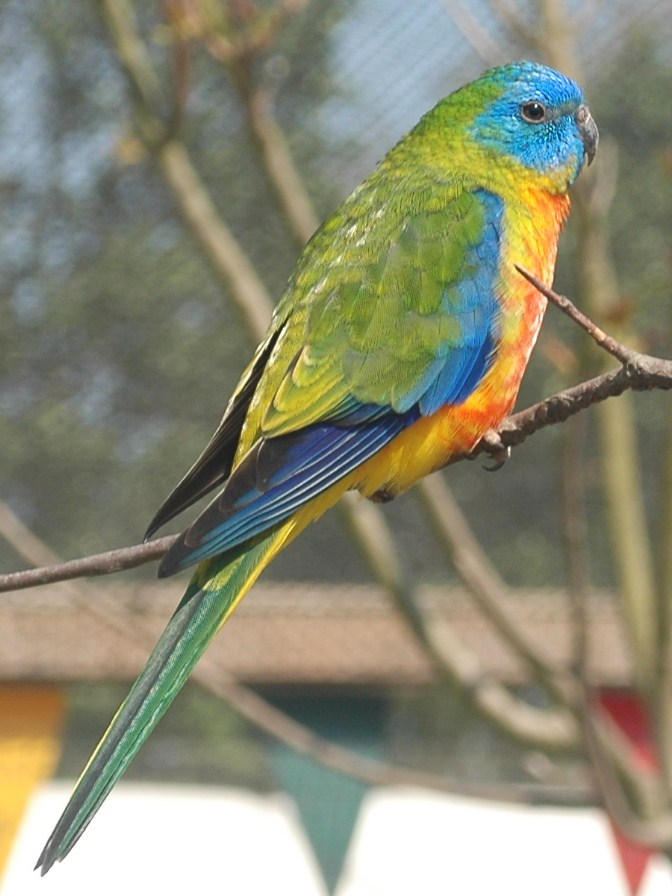
mâle adulte (zoo de Twycross).
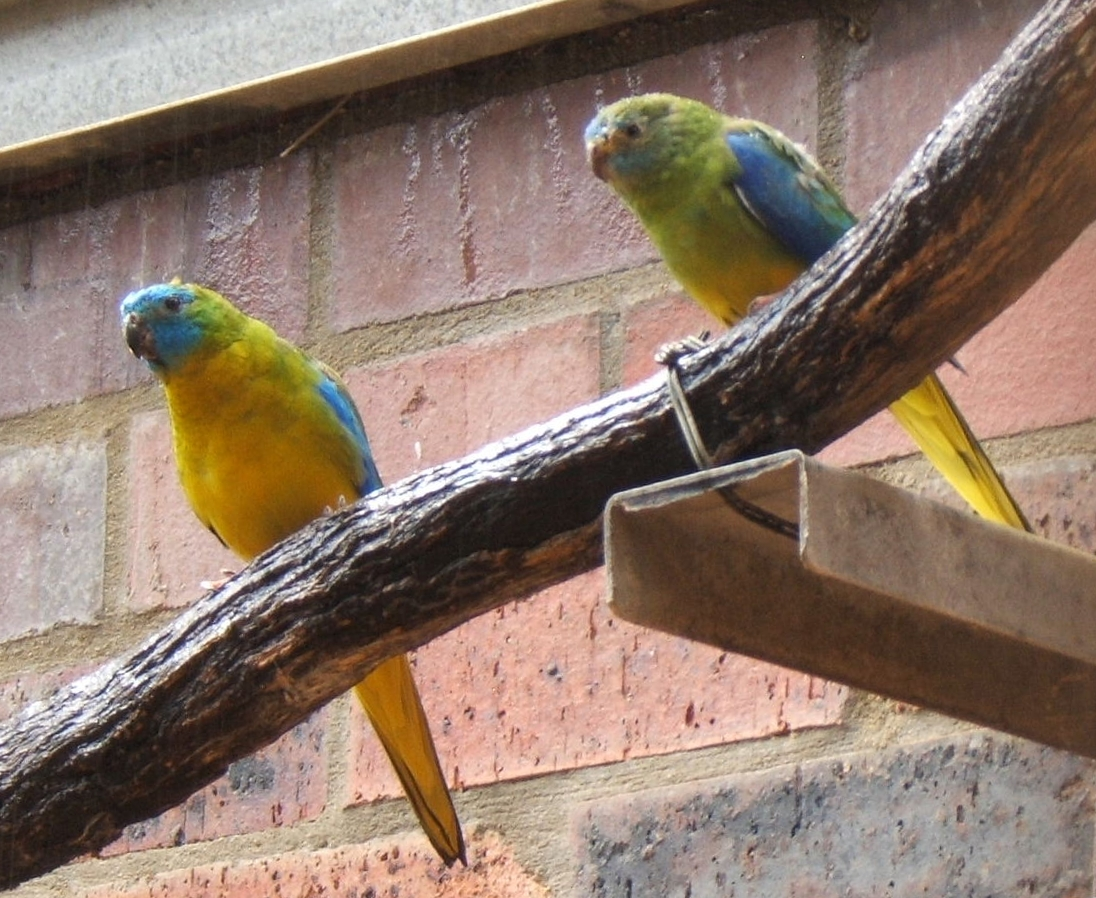
Kalbarri